# Gospersgrün (Treuen)

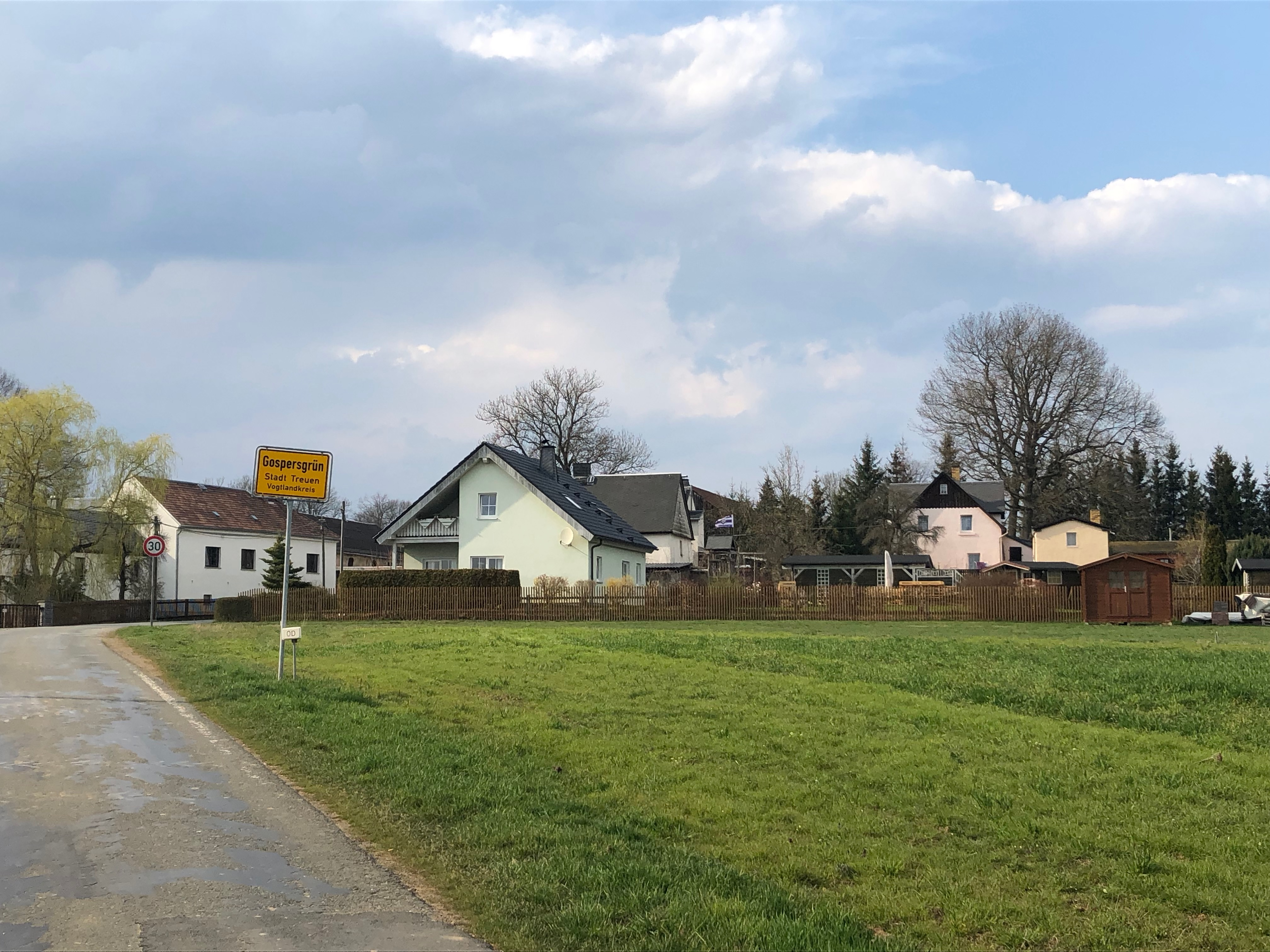
Ortseingang Gospersgrün (2019)

Gospersgrün ist ein Ortsteil der Stadt Treuen im Vogtlandkreis (Freistaat Sachsen). Er wurde am 1. Juli 1950 eingemeindet.

## Geografie

### Lage
Gospersgrün liegt westlich von Treuen im Osten des Naturraumes Vogtland im sächsischen Teil des historischen Vogtlands. Durch den Ort fließt der Gospersgrüner Dorfbach, der über die Trieb in die Weiße Elster entwässert.

### Nachbarorte
| Herlasgrün | Pfaffengrün                                 | Hartmannsgrün |
| Thoßfell   | Kompassrose, die auf Nachbargemeinden zeigt | Wetzelsgrün   |
|            | Thoßfell                                    |               |

## Geschichte
Das Waldhufendorf Gospersgrün und das im Ort befindliche Vorwerk wurden unter dem Namen „Goßpergrun“ erstmals im Jahr 1418 urkundlich erwähnt. Die Grundherrschaft über den Ort lag bis ins 19. Jahrhundert anteilig beim Rittergut Thoßfell, der andere Teil unterstand als Amtsdorf direkt dem kursächsischen bzw. königlich-sächsischen Amt Plauen, zu dem Gospersgrün bis 1856 gehörte. 1856 wurde der Ort dem Gerichtsamt Treuen und 1875 der Amtshauptmannschaft Auerbach angegliedert. Am 1. Juni 1886 eröffnete nordwestlich des Orts die Station Thoßfell an der Bahnstrecke Herlasgrün–Oelsnitz. Da sie auf den Ländereien des Thoßfeller Rittergutsbesitzers lag, erhielt sie den Namen Thoßfell, obwohl die Gemeinde Gospersgrün wesentlich näher lag. Die Station wurde im Jahr 1999 komplett aufgelassen.
Am 1. Juli 1950 erfolgte die Eingemeindung von Gospersgrün nach Treuen. Durch die zweite Kreisreform in der DDR kam Gospersgrün als Ortsteil der Stadt Treuen im Jahr 1952 zum Kreis Auerbach im Bezirk Chemnitz (1953 in Bezirk Karl-Marx-Stadt umbenannt), der ab 1990 als sächsischer „Landkreis Auerbach“ fortgeführt wurde und 1996 im Vogtlandkreis aufging.

### Einwohnerzahl
1557 lebten im Ort 11 besessene Mann, 1 Häusler und 6 Inwohner; 1764 waren es 16 besessene Mann und 1 Gärtner.
| Jahr          | 1834 | 1871 | 1890 | 1910 | 1925 | 1939 | 1946 |
| ------------- | ---- | ---- | ---- | ---- | ---- | ---- | ---- |
| Einwohnerzahl | 159  | 198  | 182  | 207  | 226  | 211  | 237  |

1910 war Gospersgrün unter den 69 Kommunen der Amtshauptmannschaft Auerbach auf Rang 65 der Einwohnerstatistik. 1925 waren alle Einwohner Lutheraner.

## Verkehr

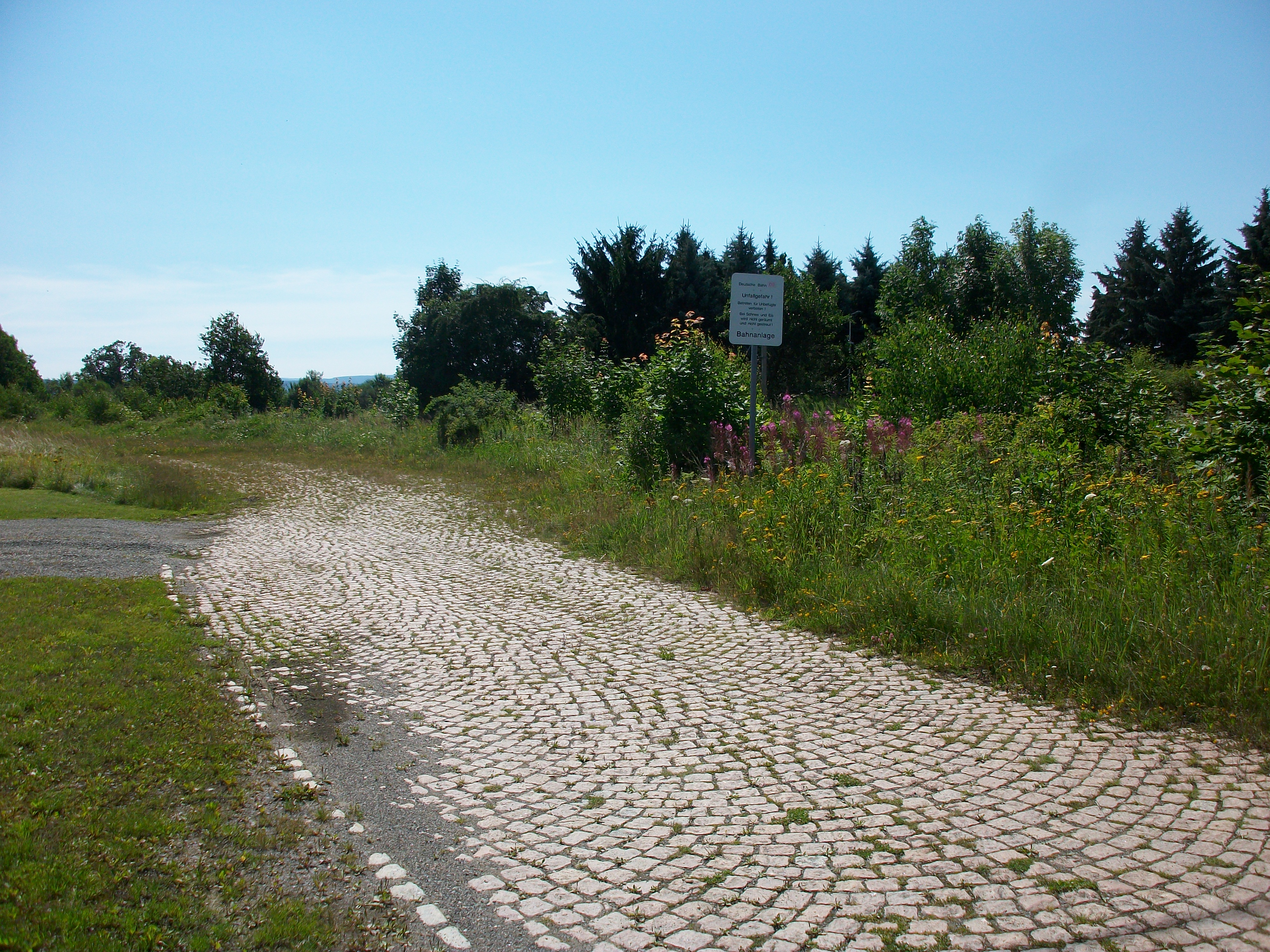
Ehemaliger Haltepunkt Thoßfell nordwestlich von Gospersgrün (2017)

Nordwestlich des Orts verlaufen die Bundesautobahn 72, die Bundesstraße 173 und die Bahnstrecke Herlasgrün–Falkenstein. An der Bahnstrecke befand sich auf Gospersgrüner Flur der Haltepunkt Thoßfell, der am 1. Juni 1886 eröffnet wurde. Der unbesetzte Haltepunkt wurde 1999 komplett aufgelassen.
Der Ort ist mit der vertakteten RufBus-Linie 73 des Verkehrsverbunds Vogtland an Treuen und Bergen angebunden.